# Mirlitons de Rouen
Pour les articles homonymes, voir Mirliton.
Les mirlitons de Rouen sont une spécialité culinaire de Normandie.
Il s’agit d’un dessert consistant en tartelettes garnies avec un appareil composé d'œufs, de beurre, de crème, de sucre, de vanille et de poudre d’amandes et sur lequel, parfois, des demi-amandes sont posées avant de cuire 20 minutes à four chaud puis saupoudré de sucre glace. Quelques variantes peuvent exister, par exemple sans poudre d'amande, ou avec du zeste de citron.
Alfred Canel rapporte :

« Nous lisons aussi, dans les Lettres d'un voyageur à l'embouchure de la Seine », que Pont-Audemer dispute à la capitale de la Normandie l'honneur d'avoir inventé un gâteau délicat nommé mirliton. »

De fait, le mirliton de Rouen est très différent de celui de Pont-Audemer, tant dans sa forme que dans ses ingrédients.